# Georgsbrunnen (Eisenach)

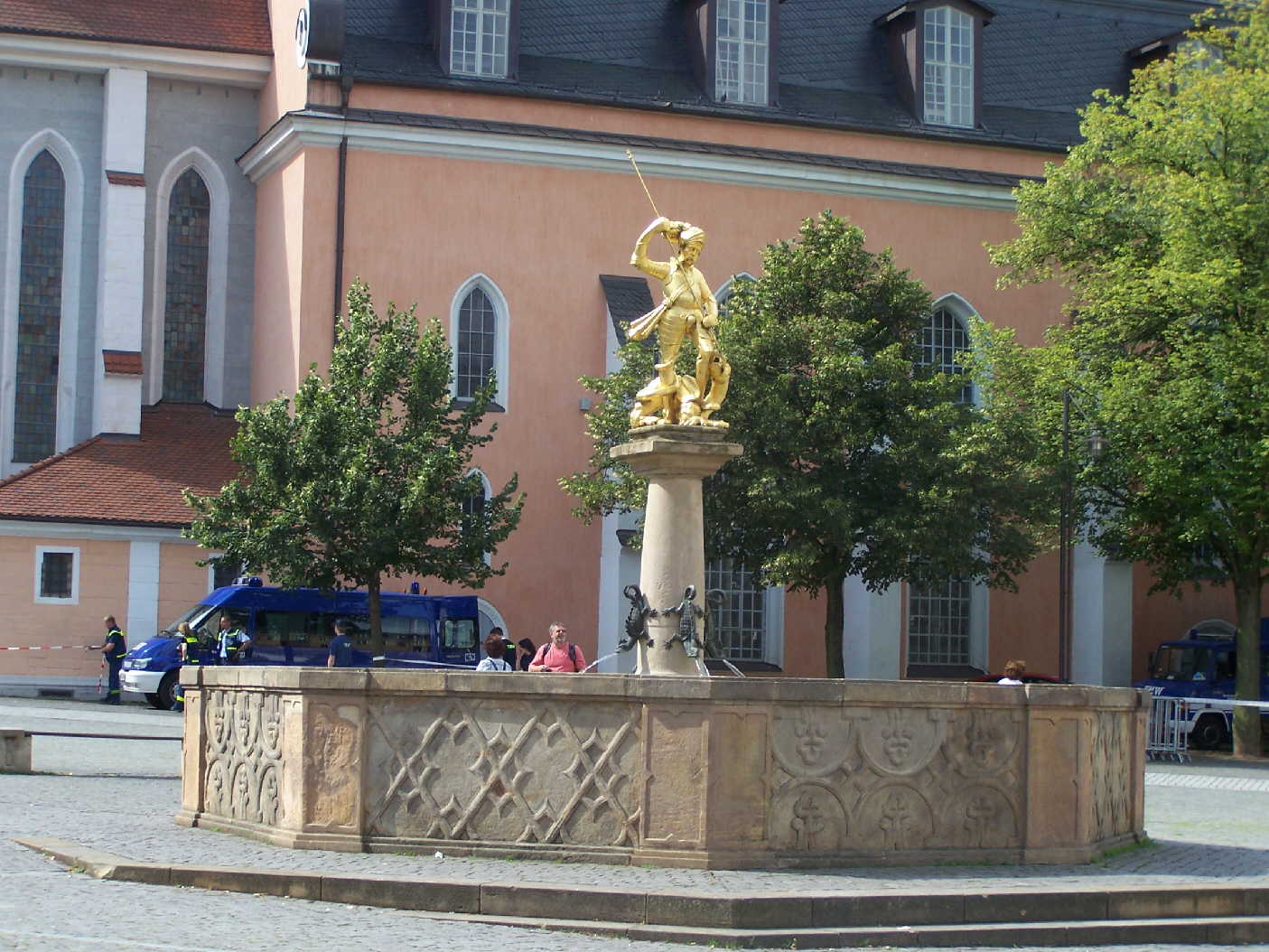
Am Georgsbrunnen (2008)

Der Georgsbrunnen – auch „Gülden-Manns-Brunnen“ – ist ein 1549 errichteter Laufbrunnen in der Wartburgstadt Eisenach in Thüringen und Denkmal der Stadtgeschichte. Er erinnert an den Stadtheiligen Sankt Georg und war im Spätmittelalter zugleich ein Symbol der städtischen Marktgerichtsbarkeit.

## Lage
Der Georgsbrunnen befindet sich auf der Ostseite des Eisenacher Marktplatzes.

## Geschichte
Im Jahr 1549 entstand in der Eisenacher Werkstatt des damaligen Stadtbaumeisters Hans Leonhard die plastische, aus Sandstein gefertigte Figur des Ritters und Drachentöters St. Georg. Der in verkleinerten Proportionen wiedergegebene Ritter trägt einen vergoldeten Harnisch aus dem 16. Jahrhundert und bekämpft einen zu seinen Füßen befindlichen Lindwurm oder Drachen. Der Reiterharnisch der Figur ist wohl von einer Turnierrüstung abgegossen worden und entspricht detailliert Vorlagen aus der Zeit zwischen 1550 und 1560. Die an Markttagen in die Stadt strömende Landbevölkerung mag den bereits im Mittelalter gebräuchlichen Namen „Güldenmannsbrunnen“ eingeführt haben.

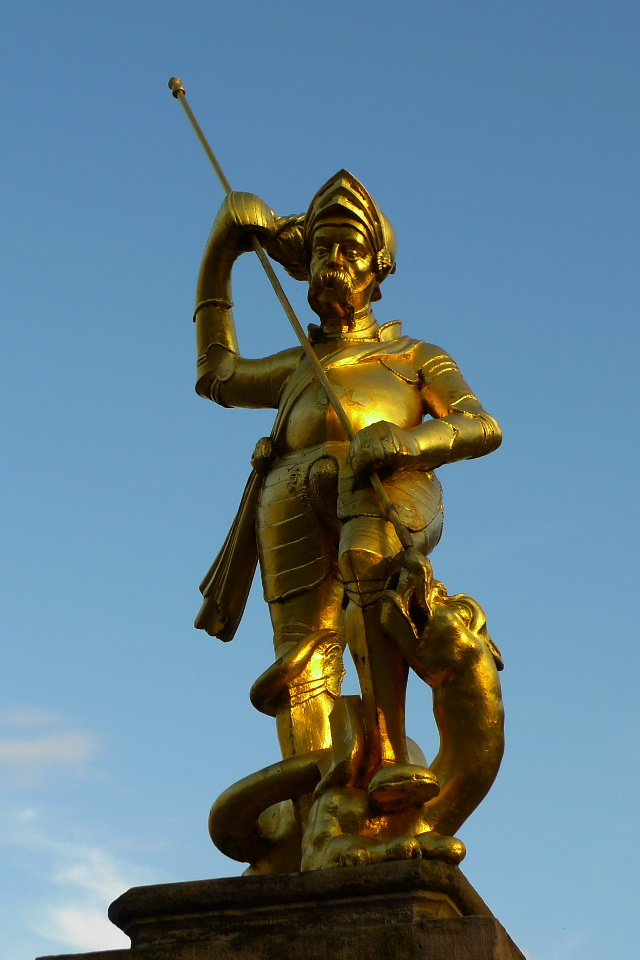
St. Georg

Die Georgsfigur diente als Aufsatz auf dem Brunnenstock des Eisenacher Marktbrunnens. Im Laufe der Zeit hat die Georgsfigur in Eisenach schon mehrmals den Standort gewechselt.
- Ursprünglich stand der Brunnen vor dem Ostchor der Georgenkirche, doch dort stellte er ein Verkehrshindernis dar. Dieser erste Brunnen ist auf einer skizzenhaften Zeichnung dargestellt und zeigt einen kreisrunden, etwa drei Meter im Durchmesser messenden Brunnentrog mit dem mittig stehenden Brunnenstock, auf dem die Georgsfigur aufgesetzt ist.

- Dieser erste Brunnen wurde im August 1789 abgebrochen. Die Ritterfigur blieb jedoch erhalten, sie wurde auf den neu errichteten Brunnen umgesetzt und stand dann bis 1938 nördlich der Georgenkirche, mitten auf dem Marktplatz. Bei diesem ersten Standortwechsel wurde der Brunnentrog deutlich vergrößert, mit acht eisernen Wasserröhren ausgerüstet und mit Steinpodesten und vier Treppen versehen. Auf diesen Steinpodesten stellten die „Wasserholer“ ihre Kübel ab und schoben die beweglichen Auslaufrinnen so in den plätschernden Wasserstrahl, dass das Wasser in die mitgebrachten Gefäße fließen konnte. Das war zwar praktisch für die Benutzung, dadurch wurde jedoch der künstlerische Gesamteindruck des Brunnens sehr gestört.

- Im Jahr 1938 wurde aus politischen Gründen die Stadtverwaltung unter Druck gesetzt: Um auch den Marktplatz für die Aufmärsche und Paraden zu vergrößern, musste der Brunnen vor die Westseite der Georgenkirche versetzt werden, dazu musste auch das dort befindliche Bach-Denkmal weichen. Bei dieser Umsetzung wurde der neu gefertigte Brunnentrog wieder auf ein harmonisches Maß verkleinert. Auf dem Sockel des Brunnenstocks wurden nun kleine Drachen oder Lindwürmer angebracht, die in alle Richtungen ihr Wasser speien.

- Die letzte Versetzung erfolgte im Zusammenhang mit der Marktplatzsanierung in den Jahren 1999 bis 2001. Nun stand der Brunnen dem traditionell beim Eisenacher Weihnachtsmarkt aufzubauenden Riesenrad im Wege.[1]

## Wasserversorgung
Der als Röhrenbrunnen konzipierte Brunnen erhielt zunächst sein Wasser aus drei gefassten Quellen, die am weitesten entfernte Quelle lag im Marktbörner Feld – etwa drei Kilometer (Luftlinie) entfernt. Das Wasser musste über ein wohl sehr störanfälliges, hölzernes Gerinne an der Brücke am Amrischen Rasen über den Fluss Hörsel und im weiteren Verlauf über den städtischen Mühlgraben und den Stadtgraben geleitet werden. Vom Südostrand der Stadt (Bornstraße) und vom Hainteich wurde ebenfalls Wasser über hölzerne Leitungen zum Marktplatz und den Brauhäusern geleitet.
Mit dem Bau der städtischen Wasserleitungen ab 1870 verlor der Georgsbrunnen seine eigentliche Funktion als Wasserstelle.

## Hanjörgfest
Vom Eisenacher Gewerbeverein wurde Anfang der 1990er Jahre ein Altstadtfest unter dem Namen „Hanjörgfest“ etabliert. Erstmals fand das Fest im Mai 1995 statt und hatte einen beachtlichen Erfolg. Um sich von anderen Brunnenfesten und Mittelaltermärkten zu unterscheiden, wurde ein für Eisenach passendes Alleinstellungsmerkmal gesucht. Man wählte die bereits auf vielen Publikationen und Postkarten bekannte Brunnenfigur des Marktbrunnens, sie fand auch als Signet Verwendung. Im Mittelalter wurden viele Heiligennamen abgewandelt, aus dem ursprünglichen Namen Georgios (Georg) wurden die heute ebenso beliebten Jürgen, Hans-Jürgen und Jörg abgewandelt. Somit finden sich in schriftlichen Überlieferungen auch Datumsangaben zum Namenstag des Heiligen Georg in der Fassung – am „Hanjörgstag“. Das Hanjörgfest ist als Name einzigartig und verschafft somit der Stadt eine größere Aufmerksamkeit.